# Малатеста, Карло I
Карло I Малатеста (итал. Carlo I Malatesta; июнь 1368 — 13 сентября 1429) — итальянский кондотьер, сеньор Римини, Фано, Чезены и Пезаро. Старший сын Галеотто I Малатеста. 

## Биография
В 1385 году после смерти отца по разделу с братьями (Пандольфо III, Андреа и Галеотто Новелло) получил Римини. В том же году папой Урбаном VI назначен викарием Романьи, а через 2 года — гонфалоньером Церкви.
В 1390 году разбил болонезское войско Альберико да Барбиано.
В 1397 году возглавил объединённую армию папы, Флоренции и Венеции в войне против миланского герцога Джана Галеаццо Висконти. В 1401 году перешёл на сторону последнего и разбил флорентийское войско под Брешией, взяв в плен Леопольда Австрийского.
После смерти Джана Галеаццо Висконти перешёл на сторону папы и во главе папских войск взял Брешию.
В 1406 году снова поменял стороны и был назначен губернатором Милана (до 1407 года). С 1409 года постоянно воевал на стороне папы в звании главнокомандующего (генерал-капитана) Церкви. Из трёх одновременно действующих пап поддерживал Григория XII.
В 1412 году назначен генерал-капитаном венецианской армии в войне с венгерским вторжением короля Сигизмунда. В битве при Мотте был ранен и уступил командование брату — Пандольфо.
В 1416 году после смерти своего брата Андреа наследовал Чезену. В том же году, 12 июля, в битве при Сант-Эгидио потерпел поражение от Браччо да Монтоне, был ранен и попал в плен. Освобождён за выкуп в 80 тысяч дукатов.
В войне с Миланом потерял Форли и Градару и снова попал в плен, однако герцог Филиппо Мария Висконти освободил его без выкупа.
Женой Карло была Элизабетта Гонзага, дочь Лодовико II Гонзага, брак оказался бездетным. Перед смертью он завещал свои владения племянникам: сыновья Пандольфо III Малатеста унаследовали Римини, Чезену и Фано, сыновья Малатеста деи Сонетти — Пезаро.